# 北条氏盛
北条 氏盛（ほうじょう うじもり）は、安土桃山時代の武将、江戸時代初期の大名。河内狭山藩の初代藩主。通称は助五郎。官位は従五位下、美濃守。

## 生涯
天正5年（1577年） 、北条氏規の子として誕生。同17年、11月10に氏直のもとで元服し、北条氏直から通字を「氏」を授けられ、氏盛を称した。
従兄にあたる後北条氏5代当主・氏直と督姫（徳川家康の次女）の養子となる。天正18年（1590年）、豊臣秀吉の小田原征伐によって後北条氏が滅亡した後、父と共に高野山に向かったが、やがて秀吉に許され、天正19年（1591年）、養父氏直が病死するとその遺領の一部である下野足利4千石の所領を与えられた。同年、陸奥の九戸政実の乱では、徳川家康に従って従軍している。翌天正20年（1592年）、朝鮮出兵で肥前名護屋に在陣した。
慶長5年（1600年）、実父氏規が死去するとその家督を継ぎ、五大老筆頭の徳川家康からも河内狭山にあった父の遺領7千石を安堵された。こうして氏盛は計1万1千石の大名となり、狭山藩の初代藩主となった。同年、関ヶ原の戦いでは東軍の西尾吉次隊に属した、本領安堵されたが、足利4千石について都賀郡12ヶ村とされているため、知行替えがあったとみられる。家康の征夷大将軍就任後は徳川氏に仕えた。同6年5月11日には、従五位下・美濃守に任官している。
慶長13年（1608年）に死去、享年32。法名は松林院殿浄誉心徹大禅定門。墓所は専念寺（大阪市）。家督はまだ幼い嫡男の氏信が継いだ。

## 系譜
父母
- 北条氏規（実父）
- 高源院 － 北条綱成の娘（実母）
- 北条氏直（養父）
- 督姫 － 徳川家康の次女（養母）

正室
- 旗本船越景直の娘

子女
- 北条氏信（長男）
- 北条氏利（次男）
- 北条氏重（三男)